# 나의 사촌 레이첼 (2017년 영화)
나의 사촌 레이첼(My Cousin Rachel)은 미국에서 제작된 로저 미첼 감독의 2017년 드라마, 멜로/로맨스, 미스터리 영화이다. 샘 클라플린 등이 주연으로 출연하였고 케빈 로더 등이 제작에 참여하였다.

## 출연

### 주연
- 샘 클라플린
- 레이첼 와이즈
- 홀리데이 그레인저
- 이아인 글렌

## 제작진
- 원작자: 대프니 듀 모리에
- 공동프로듀서: 애니타 오버랜드